# 虚拟货币
虚拟货币（英語：Virtual currency）是具有交易媒介和會計計量單位的貨幣，基本上不受監管，通常由開發人員進行發行和控制，並在虛擬社群之間以電子方式購買商品跟服務。

## 定义
根据2012年歐洲央行的定義為：「一种无法律约束，由開發者發行與管控，在特定虛擬社群成員中接受和使用的數位貨幣。」
在2013年的美国国会听证会上，时美联储主席本·伯南克称“在过去的二十年来，虚拟货币被视为一种电子货币，或者一个一直在发展中的支付系统技术领域。”
美國财政部金融犯罪執法網絡（FinCEN）在2013年定義其為：「虛擬貨幣為在某些环境下像實體貨幣一樣運作的交換媒介，惟不具備實體貨幣的所有屬性。」也不具有法定貨幣的地位。2014年，欧洲银行业管理局定义其为“并非由央行或政府部门发行的，也不必要与法定货币相关联的一种数码形式的价值，但是它作为一种支付途径被自然人和法人所接受，并可以电子地转账，储存和交易。
在中國大陸是指运行在网络上的货币，如腾讯公司的Q币、盛大公司的点卷，另外網路遊戲亦有虛擬貨幣。虚拟货币通常用于用户购买网络上的虚拟服务，例如腾讯公司Q币的QQ会员功能、網路遊戲的裝備等。虚拟货币通常是用户缴费手段。如中華人民共和國文化部定義為：由網路遊戲營企業發行，遊戲用戶使用法定貨幣按一定比例直接或間接購買，存在於遊戲程式之外，以電磁記錄方式存儲於網路遊戲運營企業所提供的伺服器內，並以特定數位單位表現的一種虛擬兌換工具。2021年9月24日，中国人民银行发布通知，表示要全面禁止与虚拟货币结算和提供交易者信息有关的服务。

## 類別
虚拟货币大致上可以分成三類。

### 封閉環境內的虛擬貨幣
與現實經濟活動無關的虛擬貨幣，例如网络游戏《魔獸世界》內所使用的貨幣。然而，這些貨幣仍存在交易現實貨幣或物品的灰色市場，這種行為通常被遊戲內的服務條款禁止。

### 單向流通的虛擬貨幣
僅可用於兌換相應的服務或商品的虛擬貨幣，如優惠券、集章、回饋點數等，常作為對顧客的刺激計畫或忠誠計劃呈現。該貨幣大多在兌換後便會失去其票面價值，因此稱作「單向流通」。如飛行常客獎勵計劃、微軟積分、任天堂點數、Facebook Credits、Amazon Coin。

### 雙向流通的虛擬貨幣
雙向兌換，有買入價和賣出價，跟「真」貨幣相同，包括由發行機構發行的，如第二人生的林登幣、可雙向兌換的遊戲幣……等等，以及去中心化的加密貨幣，如比特幣、萊特幣、乙太幣等屬於此類，媒體多以「虚拟货币」一詞指稱，但加密貨幣只是虚拟货币中其中一個子類別而已。